# 22
22 (XXII) var ett normalår som började en torsdag i den julianska kalendern.

## Händelser

### Okänt datum
- Romersk rätt ersätter keltiska seder och bruk i Gallien.
- Den senare Handynastin påbörjas i Kina.
- Den romerska akvedukten Aqua Virgo anläggs av Agrippa.